# Thyllis torquata
Thyllis torquata är en tvåvingeart som beskrevs av Seguy 1962. Thyllis torquata ingår i släktet Thyllis och familjen kulflugor.
Artens utbredningsområde är Madagaskar. Inga underarter finns listade i Catalogue of Life.